# Friidrott vid olympiska sommarspelen 1932
Friidrotten vid de olympiska sommarspelen 1932 i Los Angeles bestod av 29 grenar och hölls mellan 31 juli och 7 augusti 1932 på Los Angeles Olympic Stadium. Antalet deltagare var 386 tävlande från 34 länder.
En vecka innan spelen började stängde IAAF av den framgångsrike finska långdistanslöparen Paavo Nurmi från all tävlan för brott mot amatörreglerna.

## Medaljfördelning
| Medaljfördelning |                 |      |        |       |        |
| Placering        | Nation          | Guld | Silver | Brons | Totalt |
| 1                | USA             | 16   | 13     | 6     | 35     |
| 2                | Finland         | 3    | 4      | 4     | 11     |
| 3                | Storbritannien  | 2    | 4      | 2     | 8      |
| 4                | Polen           | 2    | 0      | 1     | 3      |
| 5                | Irland          | 2    | 0      | 0     | 2      |
| 6                | Kanada          | 1    | 3      | 5     | 9      |
| 7                | Japan           | 1    | 1      | 2     | 4      |
| 8                | Italien         | 1    | 0      | 2     | 3      |
| 9                | Argentina       | 1    | 0      | 0     | 1      |
| 10               | Tyskland        | 0    | 2      | 3     | 5      |
| 11               | Lettland        | 0    | 1      | 0     | 1      |
| 11               | Sverige         | 0    | 1      | 0     | 1      |
| 13               | Filippinerna    | 0    | 0      | 1     | 1      |
| 13               | Frankrike       | 0    | 0      | 1     | 1      |
| 13               | Sydafrika       | 0    | 0      | 1     | 1      |
| 13               | Tjeckoslovakien | 0    | 0      | 1     | 1      |

## Medaljörer

### Herrar
| Gren                              | Guld                                                           | Silver                                                                             | Brons                                                                                |
| 100 meter Detaljer...             | Eddie Tolan · USA                                              | Ralph Metcalfe · USA                                                               | Arthur Jonath · Tyskland                                                             |
| 200 meter Detaljer...             | Eddie Tolan · USA                                              | George Simpson · USA                                                               | Ralph Metcalfe · USA                                                                 |
| 400 meter Detaljer...             | Bill Carr · USA                                                | Ben Eastman · USA                                                                  | Alex Wilson · Kanada                                                                 |
| 800 meter Detaljer...             | Tommy Hampson · Storbritannien                                 | Alex Wilson · Kanada                                                               | Phil Edwards · Kanada                                                                |
| 1 500 meter Detaljer...           | Luigi Beccali · Italien                                        | Jerry Cornes · Storbritannien                                                      | Phil Edwards · Kanada                                                                |
| 5 000 meter Detaljer...           | Lauri Lehtinen · Finland                                       | Ralph Hill · USA                                                                   | Lauri Virtanen · Finland                                                             |
| 10 000 meter Detaljer...          | Janusz Kusociński · Polen                                      | Volmari Iso-Hollo · Finland                                                        | Lauri Virtanen · Finland                                                             |
| Maraton Detaljer...               | Juan Carlos Zabala · Argentina                                 | Sam Ferris · Storbritannien                                                        | Armas Toivonen · Finland                                                             |
| 110 meter häck Detaljer...        | George Saling · USA                                            | Percy Beard · USA                                                                  | Don Finlay · Storbritannien                                                          |
| 400 meter häck Detaljer...        | Bob Tisdall · Irland                                           | Glenn Hardin · USA                                                                 | Morgan Taylor · USA                                                                  |
| 3 000 meter hinder Detaljer...    | Volmari Iso-Hollo · Finland                                    | Thomas Evenson · Storbritannien                                                    | Joe McCluskey · USA                                                                  |
| 4 x 100 meter stafett Detaljer... | USA · Bob Kiesel · Hector Dyer · Emmett Toppino · Frank Wykoff | Tyskland · Friedrich Hendrix · Erich Borchmeyer · Arthur Jonath · Helmut Körnig    | Italien · Giuseppe Castelli · Gabriele Salviati · Ruggero Maregatti · Edgardo Toetti |
| 4 x 400 meter stafett Detaljer... | USA · Ivan Fuqua · Edgar Ablowich · Karl Warner · Bill Carr    | Storbritannien · Crew Stoneley · Tommy Hampson · David Burghley · Godfrey Rampling | Kanada · James Ball · Ray Lewis · Phil Edwards · Alex Wilson                         |
| 50 kilometer gång Detaljer...     | Tommy Green · Storbritannien                                   | Jānis Daliņš · Lettland                                                            | Ugo Frigerio · Italien                                                               |
| Längdhopp Detaljer...             | Ed Gordon · USA                                                | Lambert Redd · USA                                                                 | Chuhei Nambu · Japan                                                                 |
| Tresteg Detaljer...               | Chuhei Nambu · Japan                                           | Erik Svensson · Sverige                                                            | Kenkichi Oshima · Japan                                                              |
| Höjdhopp Detaljer...              | Duncan McNaughton · Kanada                                     | Bob Van Osdel · USA                                                                | Simeon Toribio · Filippinerna                                                        |
| Stavhopp Detaljer...              | Bill Miller · USA                                              | Shuhei Nishida · Japan                                                             | George Jefferson · USA                                                               |
| Kulstötning Detaljer...           | Leo Sexton · USA                                               | Harlow Rothert · USA                                                               | František Douda · Tjeckoslovakien                                                    |
| Diskuskastning Detaljer...        | John Anderson · USA                                            | Henri LaBorde · USA                                                                | Paul Winter · Frankrike                                                              |
| Släggkastning Detaljer...         | Pat O'Callaghan · Irland                                       | Ville Pörhölä · Finland                                                            | Peter Zaremba · USA                                                                  |
| Spjutkastning Detaljer...         | Matti Järvinen · Finland                                       | Matti Sippala · Finland                                                            | Eino Penttilä · Finland                                                              |
| Tiokamp Detaljer...               | James Bausch · USA                                             | Akilles Järvinen · Finland                                                         | Wolrad Eberle · Tyskland                                                             |

### Damer
| Gren                              | Guld                                                                       | Silver                                                                  | Brons                                                                               |
| 100 meter Detaljer...             | Stanisława Walasiewicz · Polen                                             | Hilda Strike · Kanada                                                   | Wilhelmina von Bremen · USA                                                         |
| 80 meter häck Detaljer...         | Babe Didrikson · USA                                                       | Evelyne Hall · USA                                                      | Marjorie Clark · Sydafrika                                                          |
| 4 x 100 meter stafett Detaljer... | USA · Mary Carew · Evelyn Furtsch · Annette Rogers · Wilhelmina von Bremen | Kanada · Mary Frizzel · Mildred Fizzell · Lillian Palmer · Hilda Strike | Storbritannien · Nellie Halstead · Eileen Hiscock · Gwendoline Porter · Violet Webb |
| Höjdhopp Detaljer...              | Jean Shiley · USA                                                          | Babe Didrikson · USA                                                    | Eva Dawes · Kanada                                                                  |
| Diskuskastning Detaljer...        | Lillian Copeland · USA                                                     | Ruth Osburn · USA                                                       | Jadwiga Wajs · Polen                                                                |
| Spjutkastning Detaljer...         | Babe Didrikson · USA                                                       | Ellen Braumüller · Tyskland                                             | Tilly Fleischer · Tyskland                                                          |

## Deltagande nationer
Totalt deltog 386 friidrottare från 34 länder vid de olympiska spelen 1932 i Los Angeles.
| - Argentina (11) - Australien (4) - Brasilien (19) - Colombia (1) - Danmark (2) - Estland (1) - Filippinerna (1) - Finland (22) - Frankrike (12) | - Grekland (7) - Haiti (2) - Indien (4) - Irland (4) - Italien (21) - Japan (34) - Jugoslavien (1) - Kanada (29) - Republiken Kina (1) | - Lettland (2) - Mexiko (25) - Nederländerna (7) - Norge (3) - Nya Zeeland (6) - Polen (7) - Portugal (1) - Schweiz (3) | - Storbritannien (24) - Sverige (9) - Sydafrika (4) - Tjeckoslovakien (3) - Tyskland (27) - Ungern (5) - USA (82) - Österrike (2) |